# Yezoum (peuple)
Pour les articles homonymes, voir Yezoum.
Les Yezoum sont une population du Cameroun de la région du Centre, département de la Haute-Sanaga, principalement dans les arrondissements de Nkoteng et Lembe-Yezoum (villages tels que Akomo, Atolo, Bana, Ekang, Endoum, Kokoa, Mengueme, Mevong, Nkolessang, Petit-Paris, Meza'a, Nkolabanda, Bisso ,Nguinda I, Nguinda II ou Simbane). 
Ils font partie du groupe des Beti. Leur nombre a été estimé à 8 000 au début des années 1980. Dans ce groupe, les mariages endogènes sont proscrits. Certains ont migrés dans la région du Sud (autour de Mvomeka'a) durant les guerres perpétrées par les Allemands.